# 黄绿贝母兰
黄绿贝母兰（学名：Coelogyne prolifera）为兰科贝母兰属下的一个种。

## 扩展阅读
- 維基物種上的相關：黄绿贝母兰